# Sinus Iridum

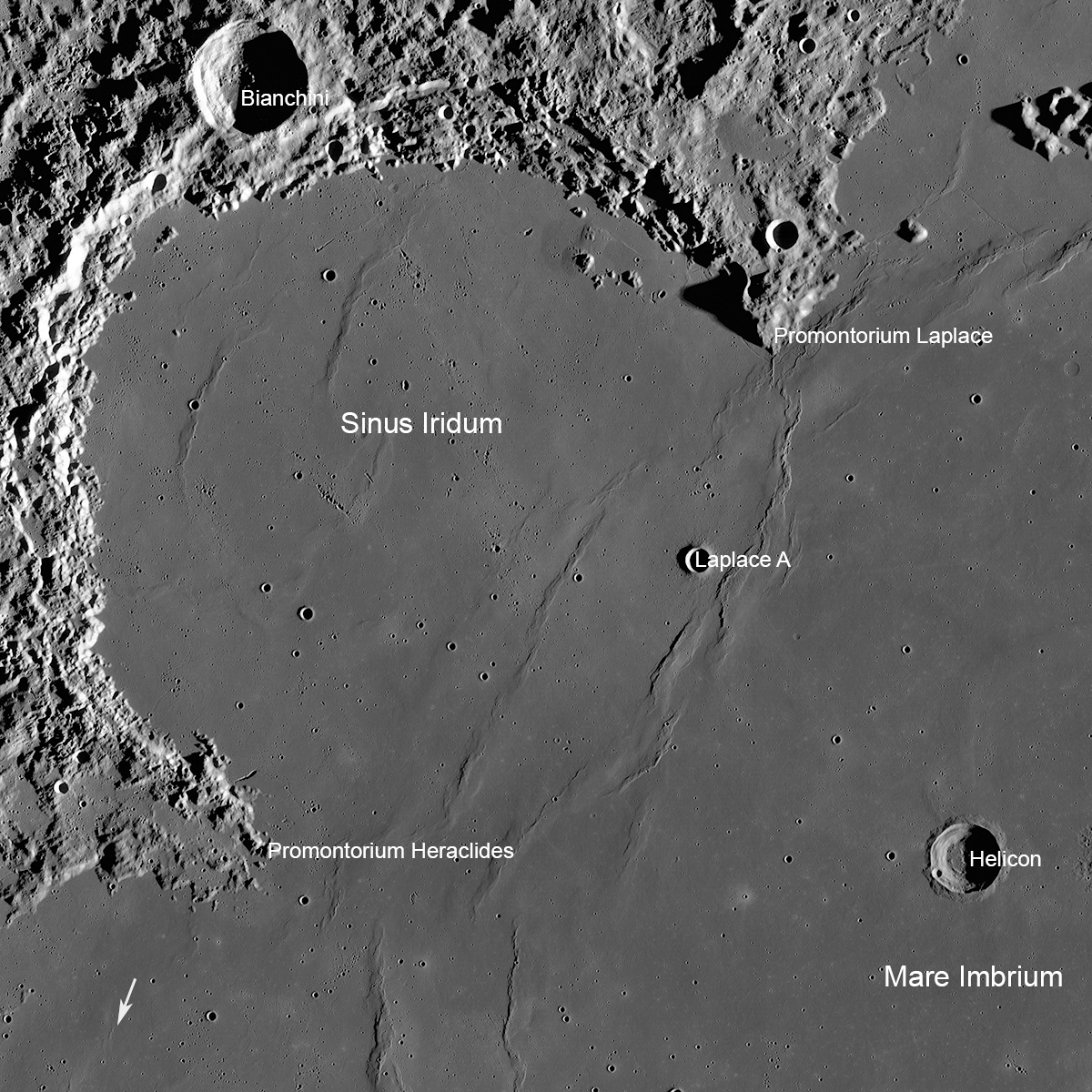
Sinus Iridum

Sinus Iridum (latim: "Baía do Arco-íris") é uma planície da lava basáltica localizada na extensão noroeste do Mare Imbrium, na Lua. É cercada, na direção nordeste–sudoeste, pela cadeia de Montes Jura. A parte saliente a sudoeste é chamada de Promontorium Heraclides e a nordeste é chamada de Promontorium Laplace. Esta planície e as cadeias de montanhas subjacentes são considerados um dos mais bonitos pontos da Lua e é um ponto favorito de observação entre os astrônomos.
A planície, em forma de baía, não contém nenhum ponto relevante de impacto mas inclui as crateras Heraclides E ao sul, Laplace A ao longo de seu limite oriental e Bianchini G ao norte. A superfície é plana mas é marcada por pequena quantidade de dorsa.
Suas coordenadas selenográficas são 44,1º N e 31.5º W e seu diâmetro atinge 249 km. Seu nome latino foi dado pelo astrônomo italiano do século XVII Giovanni Battista Riccioli, que batizou diversas áreas e pontos lunares, sendo chamado por alguns de "O Poeta da Lua".